# Shimadzu All Japan Indoor Tennis Championships 2002
Lo Shimadzu All Japan Indoor Tennis Championships 2002 è stato un torneo di tennis facente parte della categoria ATP Challenger Series nell'ambito dell'ATP Challenger Series 2002. Il torneo si è giocato a Kyoto in Giappone dal 4 al 10 marzo 2002 su campi in cemento indoor.

## Vincitori

### Singolare
Takao Suzuki ha battuto in finale  Mario Ančić con il punteggio di 6(4)–7, 6–2, 6–2

### Doppio
Tuomas Ketola /  Alexander Waske hanno battuto in finale  Mario Ančić /  Lovro Zovko con il punteggio di 6–4, 6–4